# Suragina sinensis
Suragina sinensis är en tvåvingeart som beskrevs av Yang och Akira Nagatomi 1991. Suragina sinensis ingår i släktet Suragina och familjen bäckflugor. Inga underarter finns listade i Catalogue of Life.